# Benito Barreto
Benito Barreto (Guanhães, 17 de abril de 1929 – 17 de março de 2025) foi um escritor, jornalista e empresário brasileiro.

## Biografia
Nascido na Fazenda da Guarda, de propriedade da sua avó, em Dores de Guanhães (na época ainda um distrito de Guanhães), Benito foi mandado pelo pai para Conceição do Mato Dentro, onde estudou no Ginásio dos Frades. Aos 16 anos, mudou-se para Belo Horizonte para concluir seus estudos. Na capital mineira, ao tomar contato com a poesia moderna de Carlos Drummond de Andrade, Manuel Bandeira e outros autores, jogou fora os poemas que vinha escrevendo na adolescência.
Começou na mesma época a militar no Partido Comunista Brasileiro. Morou no Nordeste na tentativa de preparar uma revolução socialista, viveu na clandestinidade e acabou indo para Moscou.
Em 1962 publicou seu primeiro livro, Plataforma Vazia, pela editora Itatiaia. A obra venceu o Concurso de Literatura Cidade Belo Horizonte.
Colaborou com os jornais Tribuna de Minas e O Estado de Minas Gerais. Também publicou revistas dedicadas ao mercado da construção civil.

## Obra
Benito Barreto foi conhecido principalmente por seus romances históricos. A sua tetralogia Os Guaianãs, formada pelos livros Plataforma Vazia (1962), Capela dos homens (1968), Mutirão para matar (1974) e Cafaia (1975), narra a saga de uma guerrilha nos sertões da Bahia e de Minas Gerais nas décadas de 1960 e 1970. A série recebeu diversos prêmios e teve dois de seus volumes traduzidos para a língua russa, publicados na antiga União Soviética em 1980, com tiragem de 100 mil exemplares.
Os quatro romances de Os Guaianãs foram reeditados em dois volumes pela editora Mercado Aberto, de Porto Alegre, em 1986.
Entre 2009 e 2012, o autor escreveu outra tetralogia, Saga do Caminho Novo, uma recriação ficcional da Conjuração Mineira de 1789.

## Morte
Benito morreu no dia 17 de março de 2025, aos 95 anos.